# سیارک ۱۷۰۴

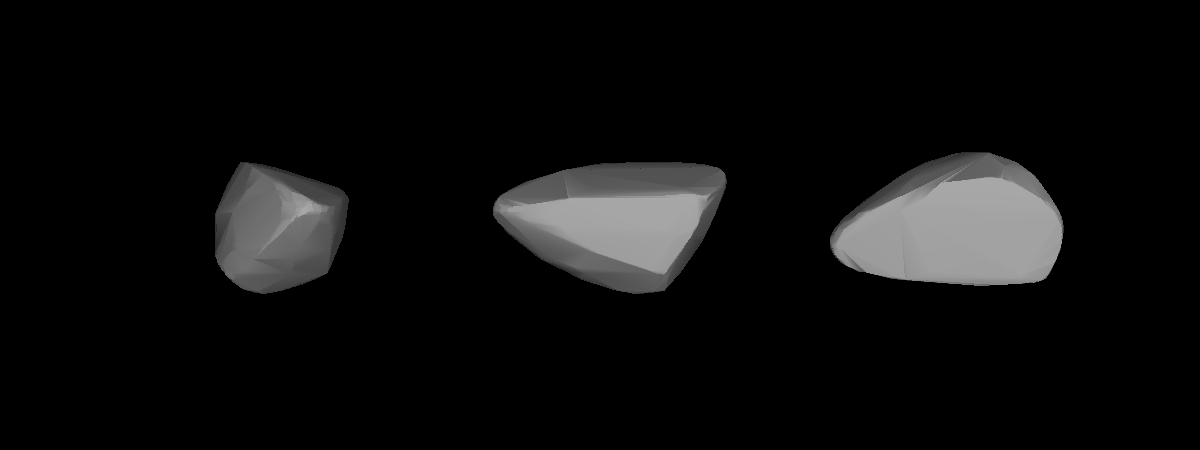
سیارک ۱۷۰۴

سیارک ۱۷۰۴ (به انگلیسی: 1704 Wachmann، نامگذاری:A924EE) هزار و هفتصد و چهارمین سیارک کشف شده‌است که در ۷ مارس ۱۹۲۴ و در هایدلبرگ کشف شد.
قدر مطلق سیارک برابر ۱۳٫۳۰ است.